# George Mattos
George Mattos (George Frank Mattos; * 6. Oktober 1929 in Santa Cruz, Kalifornien; † 18. Oktober 2012 in Central Point, Oregon) war ein US-amerikanischer Stabhochspringer.
Bei den Olympischen Spielen wurde er 1952 in Helsinki Neunter und 1956 in Melbourne Vierter.
1953 wurde er US-Meister. Seine persönliche Bestleistung von 4,57 m stellte er am 30. Mai 1959 in Modesto auf.